# Michael Boogerd
Michael Anthonie Boogerd (ur. 28 maja 1972 w Hadze) – holenderski kolarz szosowy.

## Kariera

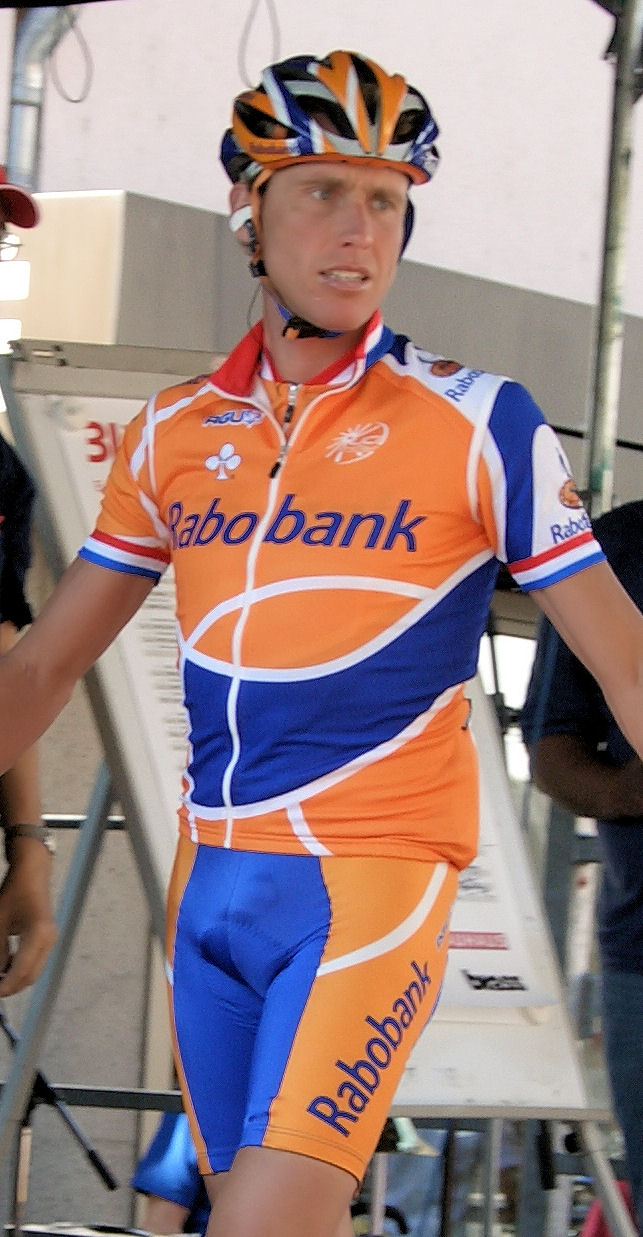
Michael Boogerd

Przez całą karierę kolarską, od 1994 do 2007, ścigał się w drużynie WordPerfect, która po kilku zmianach sponsora istniała później pod nazwą Rabobank Cycling Team. Na początku kariery Boogerd był traktowany jako kandydat do zwycięstw w dużych wyścigach wieloetapowych, pokazał się jednak jako specjalista od wyścigów klasycznych i pojedynczych etapów. W ciągu jedenastoletniej kariery, dzięki walecznemu sposobowi jazdy udało mu się wygrać dwa etapy w Tour de France. Swoją siłę pokazał Boogerd szczególnie w wyścigach klasycznych rozgrywanych wiosną na terenie Ardenów. Szczególnie udawało mu się zdobywać miejsca na podium w Amstel Gold Race i Liège-Bastogne-Liège. Tego drugiego nigdy nie udało mu się wygrać. Swoje jedyne zwycięstwo w Amstel Gold Race odniósł on w roku 1999, a od tej pory – między 2001 i 2005 – czterokrotnie był drugi, a w 2006 zajął trzecie miejsce. W Liège-Bastogne-Liège dwukrotnie był drugi i dwukrotnie trzeci.
W sezonach 1999 i 2003 zajmował drugie miejsce w klasyfikacji generalnej Pucharu Świata w kolarstwie szosowym. W pierwszym przypadku wyprzedził go tylko reprezentujący Belgię Andrei Tchmil, a w drugim lepszy był Włoch Paolo Bettini. Boogerd nigdy nie zdobył medalu na dużej międzynarodowej imprezie. Najbliżej podium był na mistrzostwach świata w Hamilton w 2003 roku, gdzie zajął piąte miejsce w wyścigu ze startu wspólnego. W tej samej konkurencji był również szósty na mistrzostwach świata w Valkenburgu w 1998 roku oraz siódmy podczas mistrzostw świata w Weronie w 2004 roku. W 2004 roku wystąpił także na igrzyskach olimpijskich w Atenach, gdzie nie ukończył rywalizacji w wyścigu ze startu wspólnego. W 2007 roku zakończył karierę.
W 2013 roku przyznał się, że w latach 1997–2007 stosował doping. przegladsportowy.onet.pl

## Sukcesy
- 1997 i 1998 Mistrzostwo Holandii
- 1998 i 2001 Kataloński Tydzień
- 1999 Paryż-Nicea
- 1999 Amstel Gold Race
- 2001 i 2003 Brabantse Pijl
- 2 etapy na Tour de France (1996, 2002)